# 이란의 경제
이란의 경제는 큰 공공부문을 가진 혼합적이고 과도기적인 경제이다. 이는 구매력 평가(PPP) 기준 세계 23위이다. 이란 경제의 약 60%는 중앙에서 계획되어 있다. 비록 40개 이상의 산업들이 지난 10년간 세계에서 가장 실적이 좋은 거래소 중 하나인 테헤란 증권거래소에 직접 관련되어 있지만, 석유와 가스 생산이 주를 이루고 있다. 전 세계 검증된 석유 매장량의 10퍼센트와 가스 매장량의 15퍼센트를 가진 이란은 "에너지 초강대국"으로 여겨진다. 이란 경제의 독특한 특징은 보냐드라고 불리는 대규모 종교 재단의 존재인데, 이 재단의 예산 합계는 중앙 정부 지출의 30퍼센트 이상을 차지한다.
가격 통제와 보조금, 특히 식품과 에너지에 대한 보조금은 경제에서 매우 두드러진다. 밀수품, 행정 통제, 광범위한 부패 및 기타 제한 요소는 민간 부문 주도 성장을 저해한다. 정부의 20년 비전(2020년 기준)은 "탄력적인 경제"와 "과학기술 발전"에 초점을 맞춘 5개년 개발 계획(2016년~2021년 회계연도)을 통해 시장 기반 개혁이 수반된다.
이란의 수출의 대부분은 석유와 가스이며 2010년 정부 수입의 대부분을 차지한다.
2018년과 2019년에 GDP가 축소되었고 2020년에는 완만한 반등이 예상된다. 2020년 2월부터 COVID-19가 발생했고 2018년 중반 미국의 제재가 다시 적용돼 실업자 증가, 인플레이션, 만성적으로 취약한 저자본 은행 시스템, 빈혈이 발생한 민간 부문이 당면 과제다. 이란의 통화 가치(이란 리알)가 하락했으며, 이란은 "경제 자유"와 "장사의 용이성"에서 상대적으로 낮은 평가를 받고 있다.
이란의 교육 수준이 높은 인구, 높은 인간 개발, 제한된 경제, 불충분한 외국인 및 국내 투자로 인해 해외 취업을 희망하는 이란인들의 수가 증가하여 상당한 "두뇌 유출"이 초래되었다. 하지만 2015년 이란과 P5+1은 대부분의 국제 제재를 없앤 핵 프로그램에 대한 협상을 타결했다. 그 결과, 관광 산업은 크게 개선되었고 인플레이션은 감소했다.

## 거시경제 동향
인구(7,400만 명)의 3분의 2 이상이 30세 미만이다. 초등학교 순 등록률은 거의 100%로 2차적인 인구 붐을 시사한다.
2005년 이란의 국가 과학 예산은 약 9억 달러였으며 이는 1990년 수치와 거의 맞먹는다. 이란은 2000년 초까지 GDP의 약 0.4%를 연구개발에 할당해 세계 평균인 1.4%에 뒤처졌다. 2009년 GDP 대비 연구 비율은 정부의 중기 목표인 2.5%에 비해 0.87%였다. 이란은 2011년 과학성장에서 세계 1위, 2012년 과학생산에서 17위를 차지했다.
이란은 광범위하고 다양한 산업기반을 가지고 있다. 《이코노미스트》에 따르면, 이란은 2008년 230억 달러의 공산품을 생산하며 선진국 목록에서 39위를 차지했다. 이란은 2008년과 2009년 사이에 2008년 국제 금융 위기와의 상대적 고립으로 인해 연간 산업 생산 성장률 69위에서 28위로 올라섰다.
21세기 초, 서비스 부문은 이 나라의 가장 큰 부문이었고, 산업(광업 및 제조업)과 농업이 그 뒤를 이었다. 2008년 GDP는 3,823억 달러, 즉 1인당 5,470 달러였다.

## 소유권
이라크와의 교전 이후, 정부는 대부분의 산업을 민영화하고 경제를 자유화하고 분권화하겠다는 의도를 선언했다. 국영기업 매각이 지지부진한 것은 주로 원내 다수당의 반대에 기인했다. 2006년에는 경제의 약 70%를 차지하는 대부분의 산업이 국영으로 유지되었다. 철강, 석유화학, 구리, 자동차, 공작기계 등 중공업의 대부분은 공공부문에 머물러 있었고 대부분의 경공업은 개인 소유였다.
이란 헌법 44조는 이란 경제는 국가, 협력 및 민간 기반 부문으로 구성되어야 한다고 규정하고 있다. 주 부문은 모든 대규모 산업, 대외 무역, 주요 광물, 은행, 보험, 발전, 댐 및 대규모 관개망, 라디오 및 텔레비전, 전신 및 전화 서비스, 항공, 운송, 도로, 철도 등을 포함한다. 이것들은 국가가 공공소유하고 관리한다. 도시 및 농촌 지역의 생산 및 유통과 관련된 협력 기업과 기업은 협력 부문의 기초를 형성하고 샤리아 법에 따라 운영된다. 2012년 기준으로 5,923개의 소비자 협동조합이 128,396개의 직원을 고용하고 있다. 소비자 협동조합의 회원 수는 6백만 명이 넘는다. 민간부문은 국가 및 협력부문의 경제활동을 보완하는 건설, 농업, 축산, 산업, 무역, 서비스 분야에서 운영되고 있다.

## 같이 보기
- 이란 이슬람 공화국 중앙은행
- 이란의 대외 관계
- 분류:이란의 경제학자